# Clase Colorado
Los acorazados clase Colorado fueron un grupo de cuatro súper acorazados monocalibre de la Armada de los Estados Unidos, los últimos de los acorazados convencionales. Diseñados durante la Primera Guerra Mundial, su construcción coincidió con el final de la guerra y continuó inmediatamente después de esta. A pesar de que se pusieron las cuatro quillas, solo se botaron tres navíos: el Colorado, el Maryland, y el West Virginia. El Washington estaba al 75% de su construcción cuando fue cancelado bajo los términos del tratado naval de Washington, firmado en 1922. Como tal, los acorazados clase Colorado fueron los últimos y más poderosos acorazados construidos por la Armada de los Estados Unidos, hasta que la clase North Carolina entró en servicio la víspera de la Segunda Guerra Mundial.
Los clase Colorado fueron el último grupo de los acorazados tipo estándar de los Estados Unidos, diseñados para tener una velocidad y manejo similar para simplificar las maniobras de la «táctica de línea de batalla», donde las embarcaciones se forman en línea recta. Además de una mejora en el poder de ataque de ocho cañones de 406 mm, las embarcaciones eran, en esencia, repeticiones de la clase previa Tennessee. Fueron también los últimos buques capitales estadounidenses construidos con cuatro torretas y cañones gemelos. El cambio a cañones más grandes fue impulsado por los acorazados japoneses clase Nagato, que tenían montados ocho cañones de 406 mm. 
Los tres navíos tuvieron una extensa carrera durante la Segunda Guerra Mundial. El Maryland y el West Virginia estuvieron presentes durante el ataque a Pearl Harbor, el 4 de diciembre de 1941. El Maryland escapó relativamente sin daños; el West Virginia se hundió en aguas poco profundas del puerto, pero fue reflotado y reparado. Los tres acorazados sirvieron como navíos de apoyo de artillería durante operaciones anfibias. El Maryland y el West Virginia estuvieron presentes en la última batalla entre acorazados, durante la batalla del golfo de Leyte, en octubre de 1944. Las embarcaciones, puestas en la flota de la Reserva después del final de la guerra, fueron desguazadas a finales de la década de 1950.

## Antecedentes
La construcción de acorazados armados con cañones de 406 mm fue prevista por la Junta General de la Armada de los Estados Unidos y, por la Oficina de Construcción y Reparación (C&R) ya en 1913, ya que la mejora en el calibre del cañón prometía el doble de energía cinética del cañón de 305 mm que estaba en servicio y, la mitad del nuevo cañón de 356 mm que estaba siendo introducido. Esta arma dominó el diseño de los acorazados entre 1913 y 1916, así como el cañón de 305 mm dictó los diseños de 1908 a 1910. Sin embargo, aunque la Junta General aprobó los cañones de 406 mm ya en 1911, el secretario de la Armada consideró que un cambio a un nuevo calibre de arma podría volver obsoletos los buques capitales que aún se encontraban en la mesa de diseño. Por esta razón, restringió a la Oficina de Artillería a no proceder más allá de los planos de la nueva arma, como protección contra desarrollos de países extranjeros. Finalmente, aprobó la construcción del cañón en octubre de 1912 y, el arma fue probada con éxito en agosto de 1914. Este éxito, junto con las noticias no oficiales en varias publicaciones navales sobre cañones de 381 y 406 mm, adoptado por la Gran Bretaña, Italia, Alemania y Japón, hizo considerar a la Junta abandonar la construcción de la clase Pennsylvania a favor de un diseño mejorado. Tal maniobra significaba incrementar 8000 toneladas por embarcación, dos veces más que el salto de los clase Nevada a la clase Pennsylvania. El debate continuó por los siguientes tres años. Cada año, el secretario de la Armada del presidente Woodrow Wilson, Josephus Daniels, se oponía al potencial incremento en el costo y, en cambio, ordenaba que se mantuvieran las características de diseño de la clase estándar. Finalmente, Daniels aceptó el diseño de los acorazados de 1917, permitiendo que su armamento fuera actualizado. Este, sin embargo, fue el único cambio substancial que se permitió.

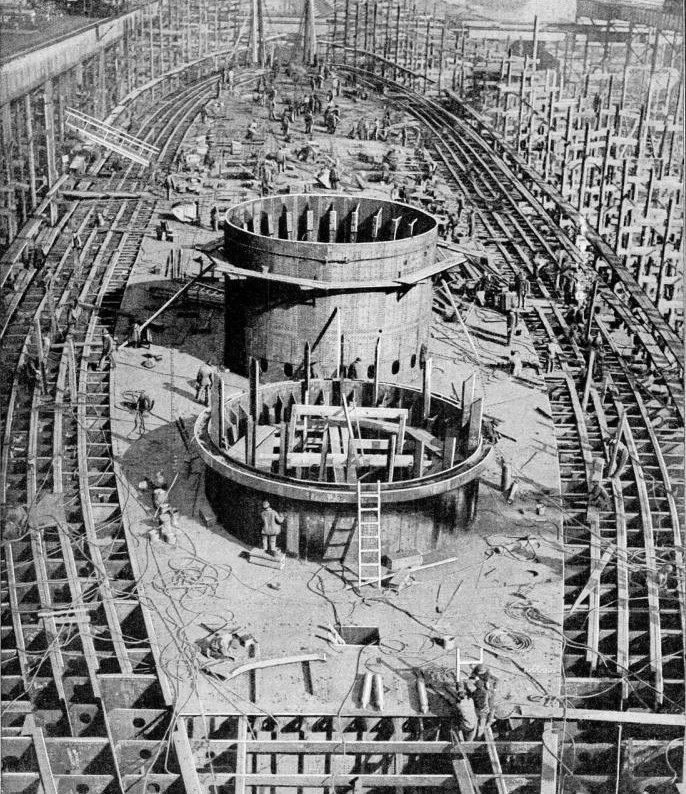
Construcción del casco del Maryland. 1917.

El diseño de la clase Colorado fue tomado de la predecesora clase Tennessee; aparte de la notable mejora de ocho cañones de calibre 406 mm/45 en cuatro torretas dobles, en lugar de los doce cañones calibre 356 mm/20 en cuatro torretas triples de la clase Tennessee, no hubo gran diferencia entre los dos diseños. Del mismo modo, los Tennessee fueron el resultado de modificaciones a la clase New Mexico, que habían sido los buques capitales más modernos de Estados Unidos en prestar servicio en la Primera Guerra Mundial y, habían atraído la atención de los constructores británicos que trabajaban dentro y fuera de la C&R. Esta semejanza se trasladaría a los cruceros de batalla clase Lexington y, a los acorazados clase South Dakota, a medida que la Armada de los Estados Unidos estandarizaba cada vez más el diseño de sus buques capitales. Esto fue, en parte, el resultado de la experiencia de la guerra, cuando cerca de 250 destructores y más de 450 cazasubmarinos tuvieron que ser construidos rápidamente para entrar a servicio en el Atlántico Norte. La Armada de los Estados Unidos hizo esto mediante un proceso similar al de una línea de ensamble, apegándose a un diseño base por clase, con una cantidad máxima de estandarización y racionalización. Dado que la Ley Naval de 1916 supuso la construcción inminente de 16 acorazados y 6 cruceros de batalla, fue necesario agilizar la producción para ahorrar tiempo y mano de obra.
No obstante, aunque los acorazados estadounidenses fueron estandarizados tanto como fue posible, se incorporaban mejoras en el diseño cuando había ocasión. La mayoría de los cambios en los clase Tennessee fueron incorporados antes de que fueran colocadas sus quillas. Sin embargo, los planes para la protección subacuática, la defensa principal de los barcos contra torpedos y proyectiles que viajaban por el agua para impactar por debajo de la línea de flotación, no pudieron desarrollarse a tiempo. El problema fue que las pruebas en los cajones, pruebas que demostrarían tarde o temprano que una serie de compartimientos divididos entre estar llenos con líquido y dejarlos vacíos, sería una defensa muy efectiva contra los torpedos, aún no estaban completas. Para poder comenzar con la construcción de las embarcaciones tan pronto como fuera posible, la postura enviada a las corporaciones de construcción naval indicaba que de ser seleccionadas para construir los barcos, debían permitir alteraciones en el diseño de las embarcaciones hasta tres meses después de haber sido colocadas las quillas.

## Diseño

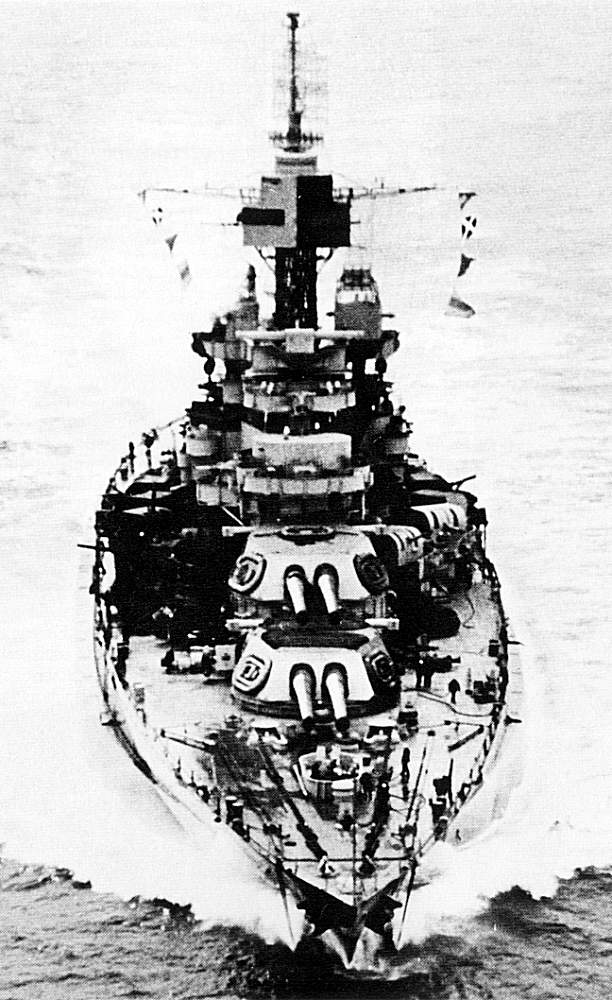
USS Maryland, marzo de 1944.

Los clase Colorado eran extremadamente similares a los antecesores clase Tennessee, con 190 m de eslora total y una manga en la línea de flotación de 30 m. Desplazaban 33 100 toneladas largas con carga normal y 34 130 a carga máxima y, tenían un calado de 9.3 m. Al igual que los clase Tennessee, fueron diseñados con una proa de violín, para que las embarcaciones se secaran en condiciones adversas. Una mejora sobre las clases antecesoras, fue la ubicación (igual que la clase Tennessee) de la batería secundaria en la superestructura, en lugar de la parte alta del casco, donde había mostrado humedad excesiva.

### Propulsión
Conservaron la transmisión turboeléctrica, que había sido utilizada en la clase anterior. Las ventajas incluían la capacidad de las turbinas para funcionar a una velocidad óptima sin tener en cuenta la velocidad de la hélice, lo que proporcionó una mayor autonomía y economía en el combustible y, una subdivisión más sencilla en la maquinaria, lo que incrementó la capacidad de las embarcaciones para resistir impactos de torpedos. Cada uno de los cuatro ejes era propulsado por un motor eléctrico de 5424 kilovatios, alimentado por dos turbogeneradores de dos fases (General Electric para el Maryland, Westinghouse para el Colorado y el West Virginia) con una potencia de 5000 voltios. Ocho calderas de tubos de agua Babcock & Wilcox alimentadas con fueloil, cada una en compartimientos individuales, proporcionaban vapor para los generadores. En total, la planta de energía de los navíos tenía una potencia de 28 900 caballos de fuerza eléctricos (EHP) para proporcionar una velocidad de flanco de 21 nudos (39 km/h). Con las carboneras a capacidad máxima de 4570 toneladas, la autonomía de los clase Colorado sin reabastecerse en el mar era de 10 000 millas náuticas (19 000 km).

### Cañones principales
Los clase Colorado estaban armados con ocho cañones serie 1 calibre 406 mm/45, que disparaban proyectiles perforadores de blindaje AP de 950 kg a una velocidad de salida de 790 m/s, con un ritmo aproximado de 1.5 disparos por minuto, a una distancia de 31 400 metros, con una elevación de torreta máxima de 30°. El desarrollo de esta arma había comenzado en agosto de 1913, utilizando un cañón serie 2 de 330 mm perforado y reforrado, con la esperanza de duplicar la energía de boca de los cañones calibre 305 mm/50 serie 7, y un 50 por ciento más que los cañones calibre 356 mm/45 usados en los acorazados clase New York. Después de una prueba inicial de fuego en 1914 y, con unos cambios menores, los cañones de 406 mm serie 1 volvieron a ser probados en mayo de 1916 y su producción se aprobó en enero de 1917. Cuando los clase Colorado fueron modernizados en la década de 1930, estos cañones fueron reconstruidos según la práctica estándar de la Armada y rediseñados a 406 mm/45 series 5 y 8.

### Cañones secundarios
Se les instalaron catorce cañones calibre 127 mm/51 serie 15 para defenderse de destructores enemigos; fueron reducidos a doce en 1922. La serie 15 disparaba proyectiles de 23 kg a una velocidad de 960 m/s, con un alcance máximo de 14.5 kilómetros a 20°, a un ritmo de siete disparos por minuto con extrema precisión, con un espacio de peligro mayor que el alcance del objetivo a distancias menores a 2700 m. Al igual que en las clases New Mexico y Tennessee, los cañones estaban montados en casamatas sin blindaje sobre la cubierta principal, una cubierta más arriba que en las clases anteriores, lo que les permitía ser operados en condiciones climáticas adversas de ser necesario.
En 1942, los cañones serie 15 fueron reemplazados en el West Virginia por dieciséis cañones calibre 127 mm/38 de doble propósito serie 12, en torretas gemelas. En el Maryland y el Colorado, se conservaron diez cañones serie 15 y se les aumentaron ocho cañones calibre 127 mm/38 serie 12 en montajes individuales con blindajes protectores; las torretas gemelas planeadas e instaladas posteriormente eran escasas para ese momento. Los cañones serie 12 disparaban proyectiles de 23 kg con un alcance máximo de 15 903 m, con un ascenso máximo de 11 300 m a una elevación de 45°. Tenían una tasa alta de disparo debido a su potencia y, a que se cargaban a mano fácilmente en cualquier ángulo de elevación. En 1943, la introducción de proyectiles antiaéreos de proximidad permitió que los cañones calibre 127 mm/38 fueran aún más potentes.

### Blindaje y protección subacuática
El sistema de blindaje «todo o nada», introducido en los acorazados clase Nevada, continuó en los clase Colorado, como en todos los buques de guerra clase estándar, con un conjunto de blindaje virtualmente idéntico al de la anterior clase Tennessee. La excepción fue el incremento a 410 mm en el cinturón blindado, cerca de la maquinaria vital, para corresponder con el aumento del calibre del cañón principal. Por lo demás, el grosor mínimo a lo largo del cinturón se mantuvo en 356 mm. Inicialmente, el blindaje de la cubierta superior era de 91 mm y, luego fue incrementado a 104 mm. El blindaje de la cubierta inferior osciló entre 57 y 38 mm y, presumiblemente fue reforzado durante la conversión.
Al igual que con los clase Tennessee, los clase Colorado fueron modernizados en la década de 1930 para mantener su poder de resistencia. El nuevo sistema de protección subacuática incluía cinco compartimientos separados por mamparos blindados de 19 mm de grosor a cada costado de la embarcación; un compartimiento exterior vacío, tres llenos y, uno interior vacío. Adicionalmente, las ocho calderas fueron removidas de su ubicación en diseños previos y colocadas en espacios separados a babor y estribor de la planta turbo eléctrica. Este arreglo formaba otra línea de defensa, que le permitía a la embarcación navegar si una o incluso todas las calderas en un lado fueran incapacitadas. El principal cambio estético entre las clases New Mexico y Tennessee, fue el reemplazo de la única chimenea larga en la primera clase, por dos chimeneas cortas en la segunda clase. El blindaje en la torreta era de 127 mm en los techos, 203 mm a los costados y retaguardia, y 457 mm en los frentes.
Otras mejoras heredadas de la clase Tennessee incluyeron un intento por alejar la sala de torpedos delantera, de las santabárbaras de los cañones de 406 mm, ya que la sala era considerada vulnerable. Además, el diseño requería el uso de un cinturón blindado externo, en lugar de interno, para que no existiera una «ruptura en la continuidad estructural lateral», lo que minimizaría el arrastre en el agua y cualquier pérdida de energía correspondiente.

## Embarcaciones
| Nombre de la nave | Número de casco | Astillero                                                 | Puesta de quilla    | Botado                  | Asignado               | Dado de baja       | Destino |
| ----------------- | --------------- | --------------------------------------------------------- | ------------------- | ----------------------- | ---------------------- | ------------------ | --- |
| Colorado          | BB-45           | New York Shipbuilding Corporation, Camden, New Jersey     | 29 de mayo de 1919  | 22 de marzo de 1921     | 30 de agosto de 1923   | 7 de enero de 1947 | Dado de baja el 1 de marzo de 1959; Vendido como chatarra el 23 de julio de 1959                              |
| Maryland          | BB-46           | Newport News Shipbuilding Company, Newport News, Virginia | 24 de abril de 1917 | 20 de marzo de 1920     | 21 de julio de 1921    | 3 de abril de 1947 | Dado de baja el 1 de marzo de 1959; Vendido como chatarra el 8 de julio de 1959                               |
| Washington        | BB-47           | New York Shipbuilding Corporation, Camden, New Jersey     | 30 de junio de 1919 | 1 de septiembre de 1921 |                        |                    | Cancelado después de la firma del tratado naval de Washington; hundido como blanco el 25 de noviembre de 1924 |
| West Virginia     | BB-48           | Newport News Shipbuilding Company, Newport News, Virginia | 12 de abril de 1920 | 17 de noviembre de 1921 | 1 de diciembre de 1923 | 9 de enero de 1947 | Dado de baja el 1 de marzo de 1959; Vendido como chatarra el 24 de agosto de 1959                             |

## Historial de servicio

### USSColorado

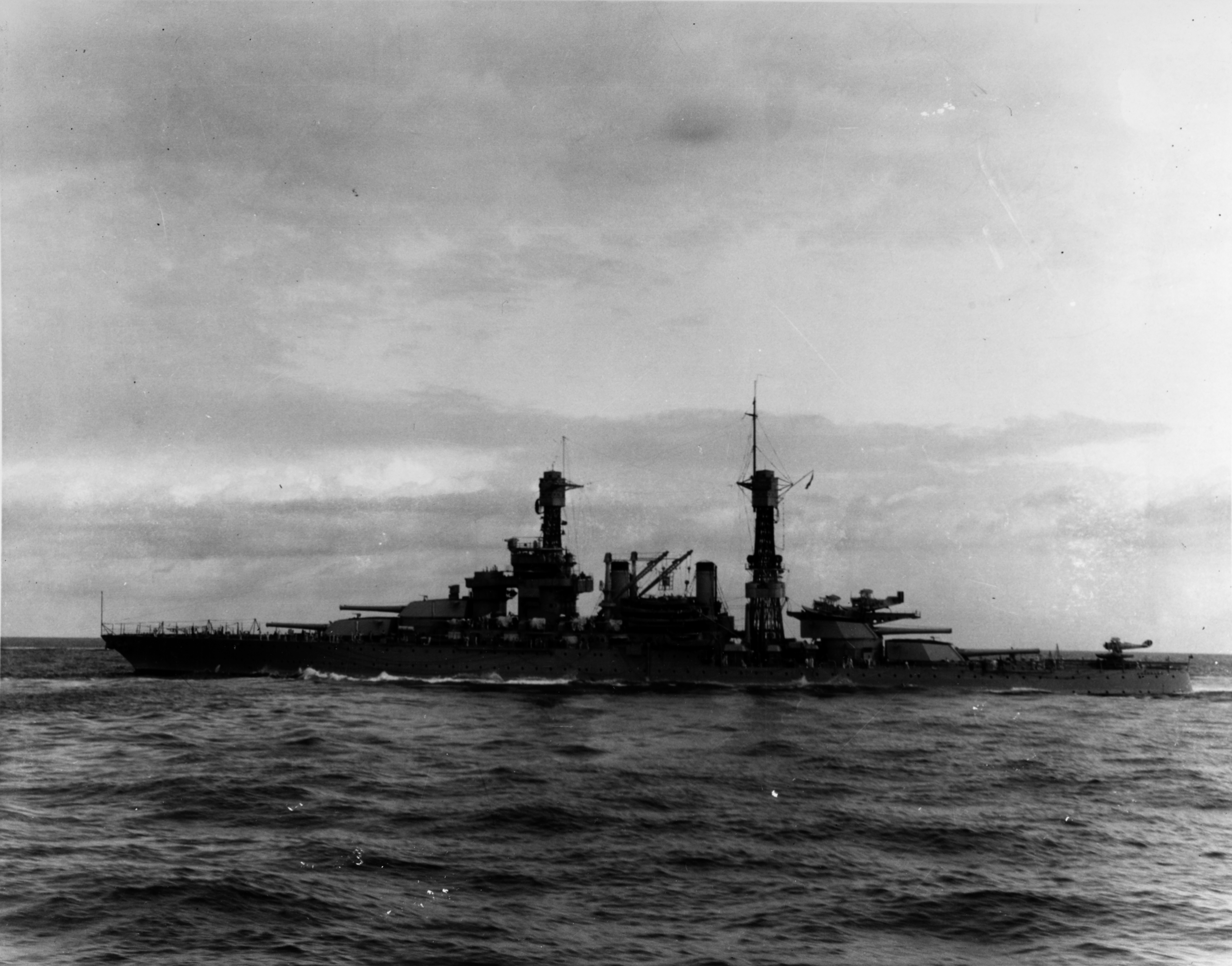
USS Colorado

El USS Colorado (BB-45) fue la tercera embarcación de la Armada de los Estados Unidos en llevar el nombre del estado de Colorado. Su quilla fue colocada el 29 de mayo de 1919 en los astilleros de la New York Shipbuilding Corporation, en Camden, Nueva Jersey. Fue botado el 22 de marzo de 1921 y asignado el 30 de agosto de 1923, con el capitán R. R. Belknap a su mando. Durante su carrera, el Colorado participó en varias ceremonias y ejercicios de la flota y, brindó apoyó a los residentes de Long Beach, California después de un terremoto en 1933. Fue una de muchas embarcaciones que participó en la búsqueda de Amelia Earhart después de que su avión desapareciera en 1937. Estaba en el estrecho de Puget al momento del ataque a Pearl Harbor, el 7 de diciembre de 1941.
Regresó a Pearl Harbor en abril de 1942. De noviembre de 1942 a septiembre de 1943, permaneció en el oeste del Pacífico Sur. En noviembre de 1943, participó en operaciones contra la Armada Imperial Japonesa durante las campañas de las islas Gilbert y Marshall, y de las islas Marianas y Palaos y, bombardeó Luzón y Okinawa previo a los asaltos anfibios planeados en esas ubicaciones. Después de la Segunda Guerra Mundial, participó en la operación Alfombra Mágica, antes de ser dado de baja en 1947. Fue vendido como chatarra en 1957.

### USSMaryland

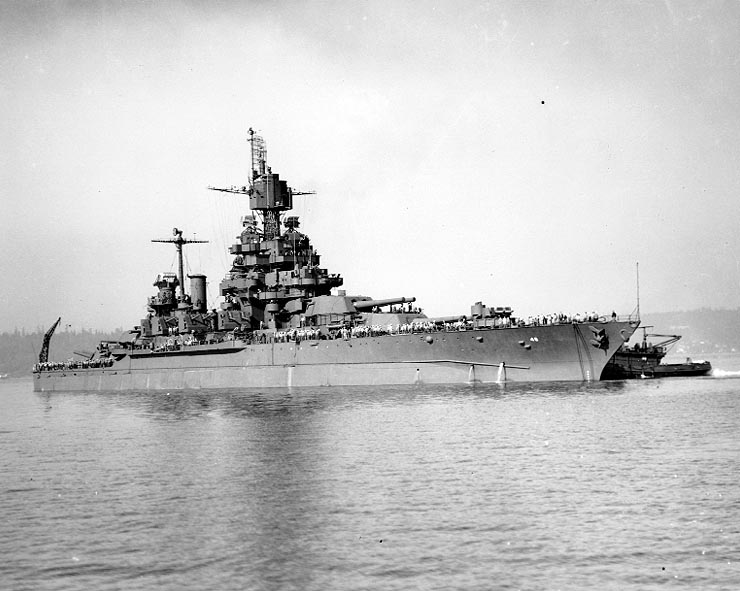
USS Maryland

El USS Maryland (BB-46) fue la tercera embarcación de la Armada de los Estados Unidos en llevar el nombre del estado de Maryland. Su quilla fue colocada el 24 de abril de 1917, en los astilleros de Newport News Shipbuilding, en Virginia. Fue botado el 20 de marzo de 1920 y asignado el 21 de julio de 1921, con el capitán C. F. Preston a su mando. Durante su carrera, hizo un viaje de buena voluntad a Australia y a Nueva Zelanda en 1925 y, transportó al presidente electo, Herbert Hoover, en un tramo del Pacífico durante su gira por Latinoamérica, en 1928. Entre las décadas de 1920 y 1930, sirvió como pilar de preparación de la flota mediante incansables operaciones de entrenamiento.
En 1940, cambió su base de operaciones a Pearl Harbor. Estuvo presente en la isla Ford durante el ataque a Pearl Harbor, el 7 de diciembre de 1941, junto a los acorazados Arizona, California, Nevada, Oklahoma, Pennsylvania, Tennessee y West Virginia. Dañado por el ataque, se reportó al astillero de Puget Sound, donde fue reparado y modernizado. Apoyó en los desembarcos anfibios durante la batalla de Tarawa y, posteriormente participó en las campañas de las islas Gilbert y Marshall, de las islas Marianas y Palaos, la batalla de Peleliu, la campaña de Filipinas y, la batalla de Okinawa. Después de la Segunda Guerra Mundial, participó en la operación Alfombra Mágica, antes de ser dado de baja en 1947. Fue vendido como chatarra en 1959.

### USSWashington

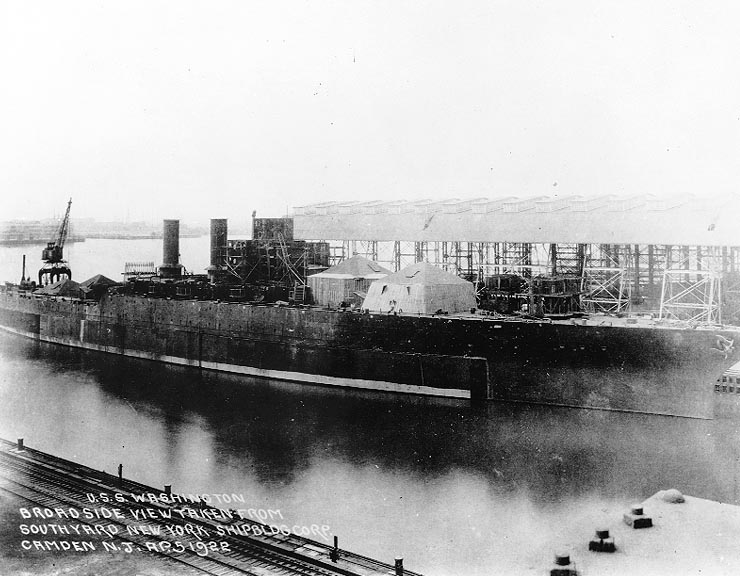
USS Washington

El USS Washington (BB-47) fue la segunda embarcación de la Armada de los Estados Unidos en llevar el nombre del estado de Washington. Su quilla fue colocada el 30 de junio de 1919 en los astilleros de la New York Shipbuilding Corporation, en Camden, Nueva Jersey. Fue botado el 1 de septiembre de 1921, pero en febrero de 1922, dos días después de la firma del tratado naval de Washington para la limitación de armamento naval, cesaron todos los trabajos de construcción en el acorazado terminado a un 75.9%.
La embarcación fue remolcada en noviembre de 1924 para ser usada como barco objetivo. El primer día de pruebas, fue alcanzada por dos torpedos de 180 kg, y explotaron cerca de ella tres bombas de 0.91 toneladas, causando daños menores y una inclinación de tres grados. Ese mismo día, fueron detonados 181 kg de TNT a bordo de la embarcación, pero permaneció a flote. Dos días después, fue alcanzada por catorce proyectiles de 360 mm lanzados desde una altura de 1200 metros, pero solo uno impactó. Finalmente, fue hundido por los acorazados New York y Texas con catorce proyectiles de 355 mm. Después de las pruebas, se decidió que el blindaje de cubierta en los acorazados era inadecuado, y que los futuros acorazados debían estar equipados con triple fondo.

### USSWest Virginia

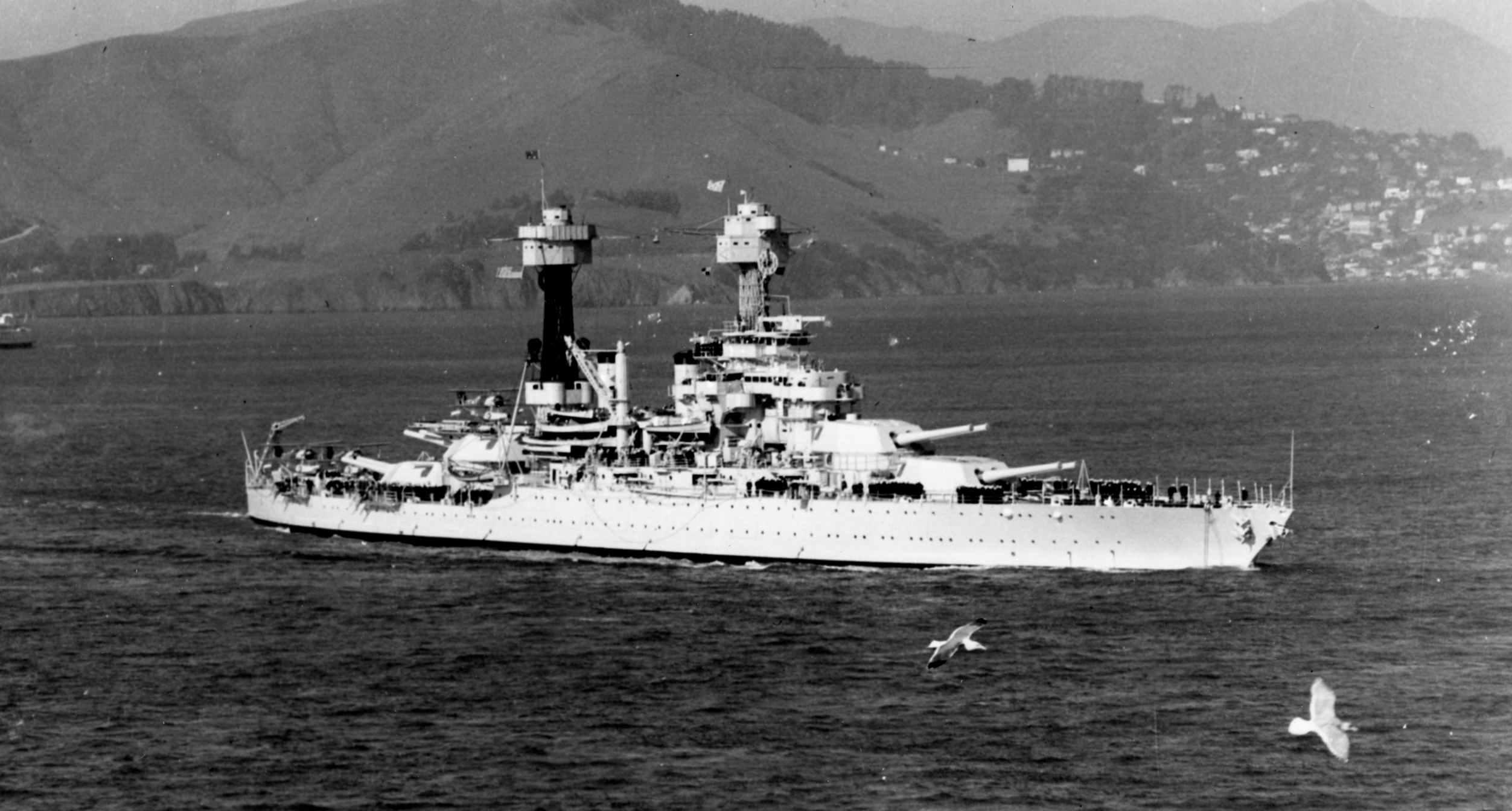
USS West Virginia

El USS West Virginia (BB-48) fue la segunda embarcación de la Armada de los Estados Unidos en llevar el nombre del estado de Virginia Occidental. Su quilla fue colocada el 12 de abril de 1920 en los astilleros de la Newport News Shipbuilding and Drydock Company, en Newport News, Virginia. Fue botado el 17 de noviembre de 1921 y asignado el 1 de diciembre de 1923, con el capitán Thomas J. Senn a su mando. A pesar de un incidente de encallamiento al inicio de su carrera, recibió grandes elogios por su artillería y su protección blindada y, estuvo involucrado en ejercicios navales para probar las defensas de las islas hawaianas en la década de 1930. La mañana del 7 de diciembre de 1941, en el ataque a Pearl Harbor, recibió serios daños, pero en gran parte, gracias a las órdenes de contrarrestar las inundaciones, el acorazado se hundió en su amarradero con la quilla nivelada, similar a la del California. Rescatado del barro el 17 de mayo de 1942, el West Virginia recibió suficientes reparaciones para navegar al estado de Washington; arribó al astillero de Puget Sound, en 1942, para reparaciones y ser modernizado.
En julio de 1944 concluyeron sus reparaciones y revisiones y, se le dispuso para reunirse con la flota del Pacífico para operaciones de combate. Se unió a la flota en la víspera de la campaña de Filipinas. Participó en la batalla del estrecho de Surigao, la última batalla entre acorazados de la Segunda Guerra Mundial, donde su nuevo radar de control de fuego serie 8 le permitió impactar al Yamashiro con su primera salva, en la oscuridad, a 20 800 metros. En febrero de 1945, participó en la batalla de Iwo Jima, inicialmente en el bombardeo previo a la invasión y después, como apoyo de fuego para las fuerzas en tierra en la isla. Sus últimas operaciones de combate fueron durante la batalla de Okinawa; después de la rendición de Japón, participó en la operación Alfombra Mágica. Fue dado de baja en 1947, y vendido como chatarra en 1959.

#### Recursos en línea
- «Colorado ». Dictionary of American Naval Fighting Ships (DANFS). Departamento de la Armada de Estados Unidos.
- «Maryland ». Dictionary of American Naval Fighting Ships (DANFS). Departamento de la Armada de Estados Unidos.
- «Washington ». Dictionary of American Naval Fighting Ships (DANFS). Departamento de la Armada de Estados Unidos.
- «West Virginia ». Dictionary of American Naval Fighting Ships (DANFS). Departamento de la Armada de Estados Unidos.
- DiGiulian, Tony (7 de febrero de 2008). «United States of America 16"/45 (40.6 cm) Mark 5 and Mark 8». NavWeaps.com. Consultado el 16 de septiembre de 2011.
- DiGiulian, Tony (31 de mayo de 2008). «United States of America 16"/45 (40.6 cm) Mark 1». NavWeaps.com. Consultado el 21 de mayo de 2012.
- DiGiulian, Tony (12 de febrero de 2012). «United States of America 5"/51 (12.7 cm) Marks 7, 8, 9, 14 and 15». NavWeaps.com. Consultado el 8 de mayo de 2012.
- DiGiulian, Tony (2 de mayo de 2012). «United States of America 5"/38 (12.7 cm) Mark 12». NavWeaps.com. Archivado desde el original el 5 de septiembre de 2008. Consultado el 16 de mayo de 2012.
- DiGiulian, Tony (14 de enero de 2011). «United States of America 3"/23 (7.62 cm) Marks 4 and 14, 3"/23 (7.62 cm) Marks 7, 9, 11 and 13». NavWeaps.com. Consultado el 16 de mayo de 2012.
- DiGiulian, Tony (20 de enero de 2011). «United States of America 5"/25 (12.7 cm) Marks 10, 11, 13 and 17». NavWeaps.com. Consultado el 16 de mayo de 2012.
- DiGiulian, Tony (14 de julio de 2011). «United States of America 40 mm/56 (1.57") Mark 1, Mark 2 and M1». NavWeaps.com. Consultado el 16 de mayo de 2012.
- DiGiulian, Tony (28 de enero de 2012). «United States of America 20 mm/70 (0.79") Marks 2, 3 & 4». NavWeaps.com. Consultado el 16 de mayo de 2012.